# Álftavíkurfjall
Álftavíkurfjall är ett berg i republiken Island. Det ligger i regionen Austurland, 400 km öster om huvudstaden Reykjavík. Det finns inga samhällen i närheten.